# Звагельский, Виктор Фридрихович
Ви́ктор Фри́дрихович Зва́гельский (30 июля 1963, Москва) — кандидат экономических наук, российский предприниматель, государственный и политический деятель, депутат Государственной Думы V и VI созывов от партии «Единая Россия», заместитель председателя комитета Госдумы по экономической политике, инновационному развитию и предпринимательству. Заместитель Председателя партии «Партия Роста» до момента слияния с партией «Новые люди» в 2024 году.
Является заместителем председателя «Новые люди», руководителем Центра общественных процедур «Бизнес против коррупции» при аппарате уполномоченного при Президенте РФ по защите прав предпринимателей, занимающийся защитой предпринимателей от незаконного уголовного преследования. Также Звагельский занимает должность общественного омбудсмена по вопросам, связанным с незаконным уголовным преследованием предпринимателей, общественным омбудсменом по защите прав предпринимателей в сфере регулирования производства и оборота подакцизных товаров.
Член Генерального и координационного советов общероссийской общественной организации «Деловая Россия», заместитель Председателя Российской части Российско-Китайского Комитета дружбы, мира и развития.

## Биография
Родился 30 июля 1963 года в Москве.
В 1985 году окончил Московский инженерно-строительный институт имени В. В. Куйбышева. После окончания института прошёл путь от инженера до заместителя начальника управления «Главмосводоканал».

### Предприниматель
В 1998 году купил мытищинский ликёро-водочный завод «Красная звезда». В марте 2004 года учредил кооператив «Артель „Ять“», впоследствии преобразованный в ООО УК «Водочная артель „Ять“»
С 2005 по 2007 годы был заместителем генерального директора ФГУП «Росспиртпром» (г. Москва) — крупнейшего государственного предприятия в области спиртоперерабатывающей промышленности, а также вице-президентом регионального общественного фонда поддержки партии «Единая Россия».
В 2007 году, будучи кандидатом в депутаты Госдумы, указал в декларации доходы, полученные от ООО Управляющая компания «Водочная артель „Ять“». На тот момент 50 % уставного капитала артели принадлежала Московскому областному заводу «Красная звезда». Однако, формально, ни учредителем ни владельцем доли "Водочной артели «Ять» на момент избрания Виктор Фридрихович не являлся

### Депутат Госдумы 5 созыва
В декабре 2007 года участвовал в выборах в Государственную думу, включён в список партии «Единая Россия», (№ 11 в региональной группе 80 — город Москва). Партия набрала высокий процент голосов и Виктор Звагельский стал депутатом Государственной думы пятого созыва.
Член Комитета по экономической политике и предпринимательству, руководитель экспертных советов по вопросам государственного регулирования подакцизных товаров, правового регулирования рекламной деятельности, по экономическим аспектам развития фармацевтической промышленности, руководитель экспертной группы оптимизации экологической безопасности, заместитель руководителя секции по законодательству в области экономической политики, транспорта, связи и сельского хозяйства при Экспертно-консультативном Совете ГД РФ.
С конца 2008 года участник государственно-патриотического клуба партии Единая Россия.
В 2009 году было обанкрочено ЗАО «Московский областной завод „Красная звезда“» — правопреемник ЗАО «Красная звезда».
В сентябре 2009 года высказался за целенаправленное создание положительного имиджа России в глазах её граждан: «У нас особый путь. Быть россиянином — это почётно, это большая гордость. Такая работа по внушению должна стать целенаправленной концептуальной программой, на которую должны выделяться деньги. Делать это можно через социальную рекламу».
Осенью 2011 года Звагельский был основным спонсором избирательной кампании «Единой России» в Москве.

### Депутат Госдумы 6 созыва
С 2011 по 2016 гг. — депутат Государственной Думы 6 созыва. Занимал пост Заместителя Председателя Комитета Государственной Думы по экономической политике, инновационному развитию и предпринимательству. В течение всего срока — руководитель Межфракционной рабочей группой по защите прав предпринимателей в Российской Федерации, председатель подкомитета по государственному регулированию подакцизных товаров и рекламной деятельности, комиссии по упорядочению туристической деятельности в РФ.
На протяжении восьми лет занимал пост председателя Федеральной комиссии проекта «Народный контроль», направленного на реализацию политики Правительства РФ по продовольственной безопасности, поддержке российской промышленности и защиты прав потребителей.
Участник Патриотической платформы Партии «ЕДИНАЯ РОССИЯ». Член регионального политического совета МГРО Всероссийской политической партии «Единая Россия», член политического совета местного отделения Всероссийской политической партии «Единая Россия» ВАО г. Москвы.
Координатор партийного проекта «Народный Контроль в сфере ЖКХ».

### В «Партии Роста»
В феврале 2016 года на съезде партии Правое дело её председателем был избран Борис Титов. На этом съезде присутствовали также Виктор Звагельский и Елена Николаева — оба члены в генсовета «Деловой России», сопредседателем которой являлся Борис Титов. Звагельский на тот момент был членом «Единой России». В марте 2016 года Титов заявлял, что Звагельский, скорее всего, будет баллотироваться в Госдуму не от «Правого дела», а от «Единой России», так как он член «Единой России». В марте партия была переименована в «Партию Роста».
Весной 2016 года Звагельский выдвинул свою кандидатуру на праймериз «Единой России», но не смог принять участие в них, поскольку не выполнил формальное требование регламента дважды поучаствовать в дебатах.

Однако уже в июле 2016 года Звагельский был выдвинут «Партией Роста» на выборах в Госдуму 8 созыва в составе списка кандидатов. Был в общей части списка под № 9.
На состоявшихся 18 сентября 2016 года выборах список Партии Роста получил 1,29 % голосов и не был допущен к распределению мандатов.
После сложения полномочий депутата Государственной Думы 6 созыва с декабря 2016 года назначен на должность вице-президента Группы компаний «ДМС». Компания является одним из крупнейших российских производителей молочной продукции, президент — Михаил Брейтман.
В июле 2021 года на выборах в Госдуму 8 созыва выдвинут кандидатом от «Партии Роста» по округу № 127 (Щёлковский — Московская область).

## Законотворческая деятельность
Виктор Звагельский является разработчиком (автором или соавтором) более 130 принятых законов, среди которых можно отметить федеральные законы «О парламентском контроле», «Об основах государственного регулирования торговой деятельности в Российской Федерации», "О внесении изменений в ФЗ «Об основах туристической деятельности в РФ», «Об уполномоченных по защите прав предпринимателей в Российской Федерации».
По мнению общественной организации «Деловая Россия», В. Ф. Звагельский заложил основы государственного регулирования алкогольной отрасли в России, став основным разработчиком федеральных законов «О государственном регулировании производства и оборота этилового спирта, алкогольной и спиртосодержащей продукции и об ограничении потребления (распития) алкогольной продукции», «О внесении изменений в отдельные законодательные акты Российской Федерации в части усиления мер по предотвращению продажи несовершеннолетним алкогольной продукции». Принятые изменения в федеральные законы, предложенные Звагельским, позволили приравнять пиво и напитки, изготовляемые на его основе, к алкогольной продукции.

## Сведения о доходах и собственности
Согласно официальным данным, доход Звагельского за 2011 год составил 16,6 млн рублей. Звагельскому вместе с супругой принадлежат 8 земельных участков общей площадью более 10,1 тыс. квадратных метров, жилой, садовый и гостевой дома, квартира, два автомобиля Jaguar и Land Rover.

## Критика
Неоднократно обвинялся в «водочном лоббизме», совместно с депутатом от «Единой России» И. Яровой выступал с многими инициативами и законопроектами, ограничивающими рекламу и продажу пива, слабоалкогольной продукции и энергетических напитков.

## Семья
Женат, имеет сына Александра и дочь.

## Награды
- Благодарность Правительства Российской Федерации (4 июля 2013 года) — за многолетнюю плодотворную законотворческую деятельность и развитие законодательства Российской Федерации[39]